# Torre Rizzi
Torre Rizzi, conosciuta anche come la Torre, è un complesso fortificato posto nel comune italiano di Piozzano, in provincia di Piacenza. 
Il fortilizio, circondato da querce secolari lungo la strada che collega Piozzano con Rezzanello, è posto a 350 m s.l.m. nell'Appennino ligure, sulle prime propaggini collinari della val Luretta, in un punto che permette un'ampia vista della sottostante pianura Padana.

## Storia

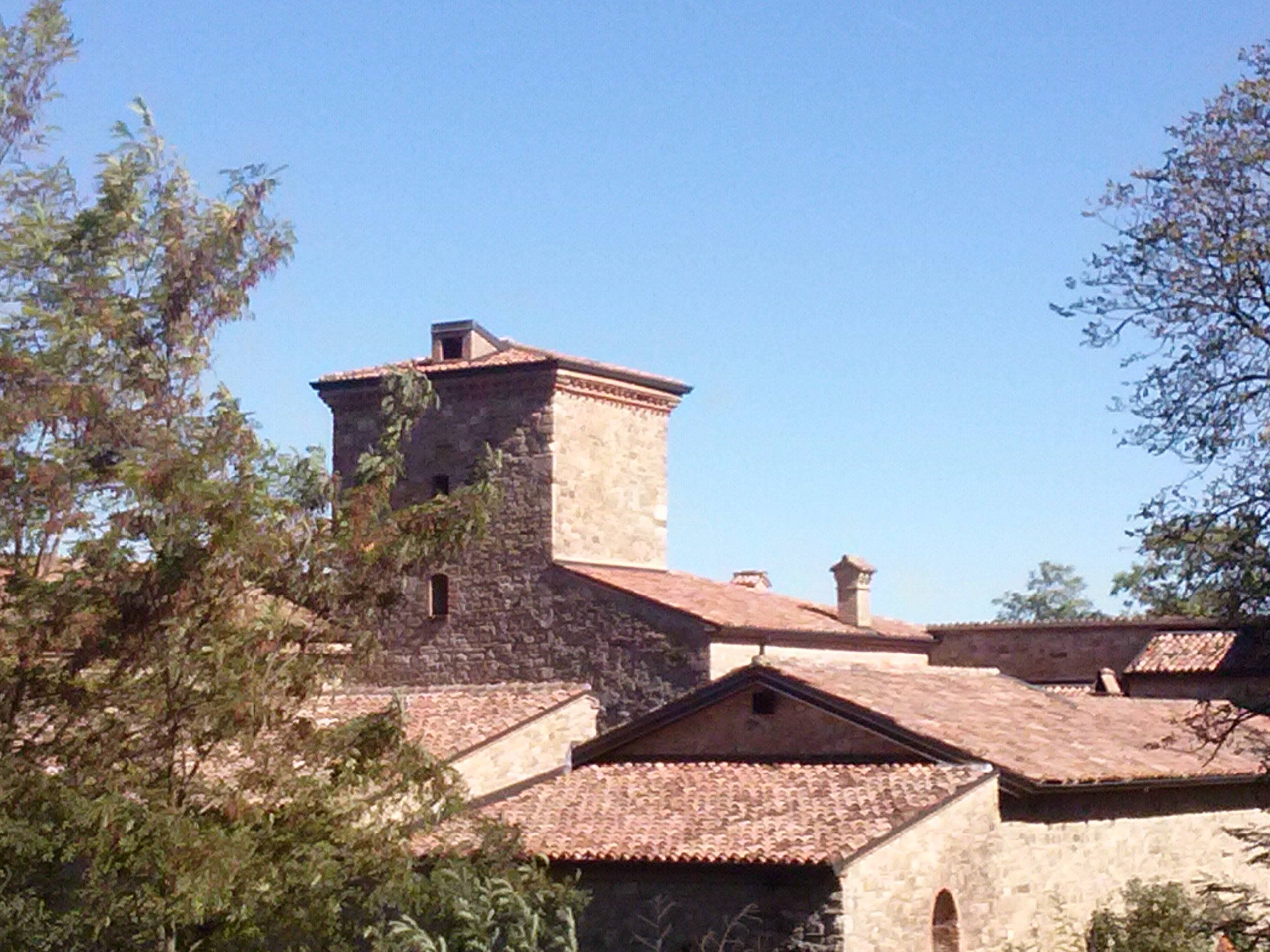
Dettaglio della torre.

Nel 1385 il castello era di proprietà di Giovanni e Marco Dolzani, entrò successivamente a far parte delle proorpietà della famiglia Anguissola, rimanendovi fino al 1431, anno in cui Francesco Anguissola cedette il castello a Gian Francesco Della Veggiola. Nel 1441, in occasione dell'ottenimento da parte del Della Veggiola del feudo di Piozzano e del relativo titolo di conte, concessi dal duca di Milano Filippo Maria Visconti come gratifica per il supporto fornitogli, l'edificio fu ampliato e riattato, venendo da quel momento indicato come la Torre oppure il Palazzo.
Nonostante la condanna a morte per impiccagione di Gian Francesco Della Veggiola, eseguita nel 1447, il castello rimase di proprietà della famiglia Della Veggiola fino al 1633, anno in cui divenne di proprietà della famiglia Paveri Fontana. Negli ultimi anni del Settecento ai Paveri Fontana, subentrò la famiglia Rizzi, che ne conservò la proprietà fino al momento in cui il castello entrò a far parte dei beni del Ministero della pubblica istruzione.
Diventato di proprietà privata, l'edificio è stato messo in vendita dopo una serie di interventi finalizzati al suo risanamento e al consolidamento.

## Struttura
Del complesso originario, adattato col tempo a residenza nobiliare, rimane il portale di accesso posto sul fronte principale e caratterizzato dalla presenza degli incastri del ponte levatoio. Sulla facciata si trova anche un'epigrafe in lingua latina recitante Haec sibi posterisque Johannes Franciscus Vigiola comes aedificavit aedes, in ricordo degli inmportanti lavori effettuati da parte di Gian Francesco Della Veggiola nel XV secolo.
La torre principale, probabilmente preesistente rispetto al resto della fortificazione, si trova in posizione asimmetrica rispetto al perimetro dell'edificio. Il cortile interno è contornato da portici decorati con formelle in terracotta.
All'interno sono presenti dei saloni, originariamente decorati con opere artistiche.
I racconti locali narrano dell'esistenza di un passaggio sotterraneo di collegamento con il castello di Casanova, situato circa 1 km ovest.